# Ora Ballet Cat
Ora Ballet Cat (кит. 欧拉芭蕾猫; пиньинь Ōulā bālěi māo) — компактный электромобиль-хетчбэк, выпускаемый с 2022 года подразделением Ora компании Great Wall Motors.

## Описание
21 апреля 2021 года на Шанхайском автосалоне параллельно с Ora Lightning Cat был представлен концепт-кар Ora Punk Cat. Дизайн автомобиля разработан «с оглядкой» на Volkswagen Beetle Type 1. Серийная версия, получившая название Ora Ballet Cat, была представлена в августе 2021 года.

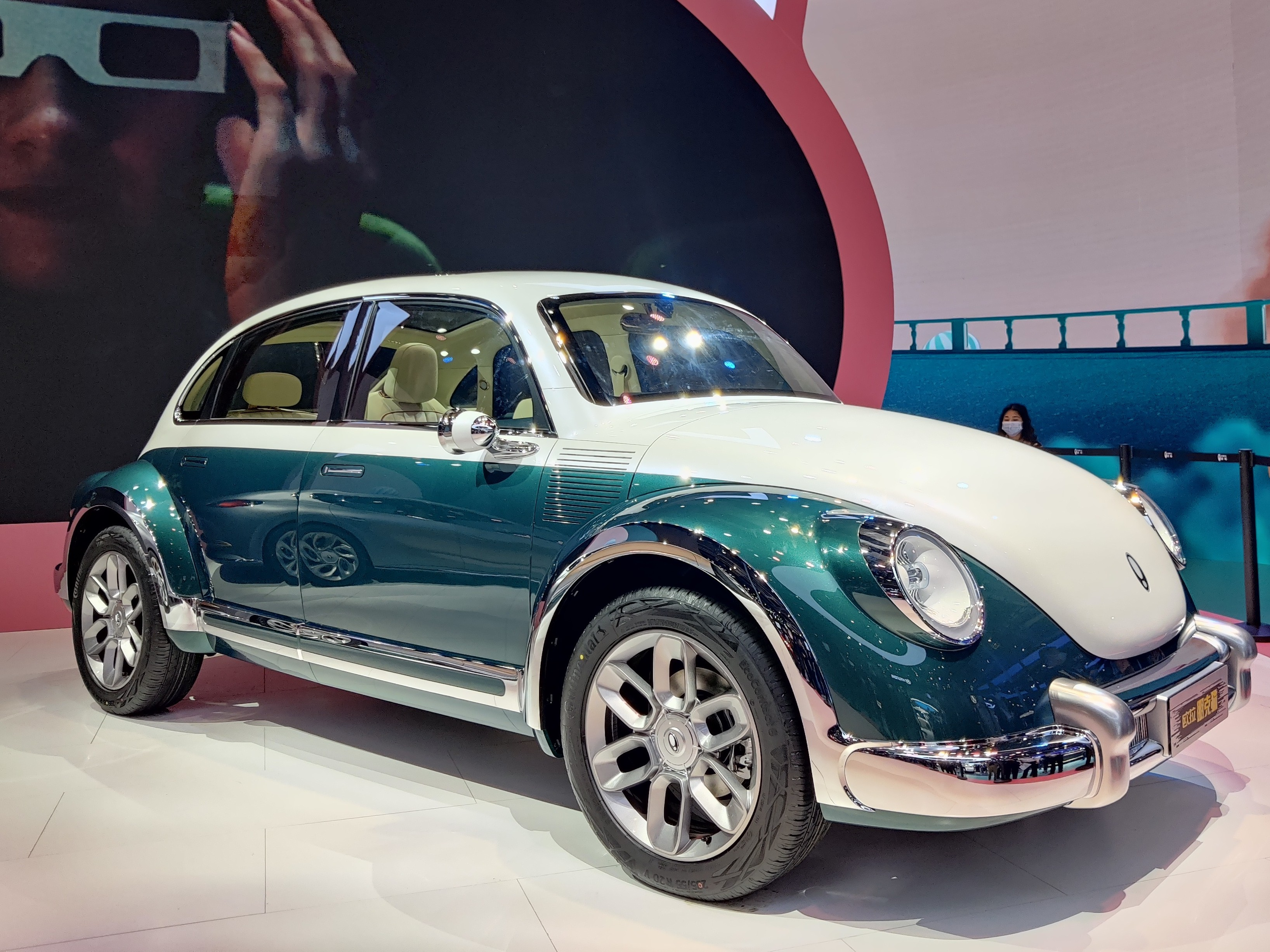
Ora Punk Cat

## Технические характеристики
Ora Ballet Cat оснащён одним электродвигателем мощностью 126 кВт (169 л. с.) на передней оси. Максимальная скорость ограничена до 155 км/ч. Ballet Cat оснащён литий-железо-фосфатным аккумулятором ёмкостью 49,92 кВт⋅ч с запасом хода 401 км по циклу CLTC или же литий-железо-фосфатным аккумулятором ёмкостью 60,5 кВт⋅ч с запасом хода 500 км по циклу CLTC. Комплектация «Alice Edition» имеет аккумулятор ёмкостью 49,92 кВт⋅ч с запасом хода 401 км по циклу CLTC. Система автономного вождения Ora-Pilot L2 с адаптивным круиз-контролем также входит в стандартную комплектацию по цене 193000 юаней. Комплектация среднего уровня «Nutcracker Edition» по цене 203000 юаней имеет тот же аккумулятор ёмкостью 49,92 кВт⋅ч. В комплектацию входят подогрев передних сидений и парковочные ассистенты. Полутоповая комплектация «Sleeping Beauty Edition» стоимостью 213000 юаней имеет аккумулятор ёмкостью 60,5 кВт⋅ч с запасом хода 500 км по циклу CLTC. Топовая комплектация «Swan Lake Edition» стоимостью 223000 юаней имеет аккумулятор ёмкостью 60,5 кВт⋅ч.

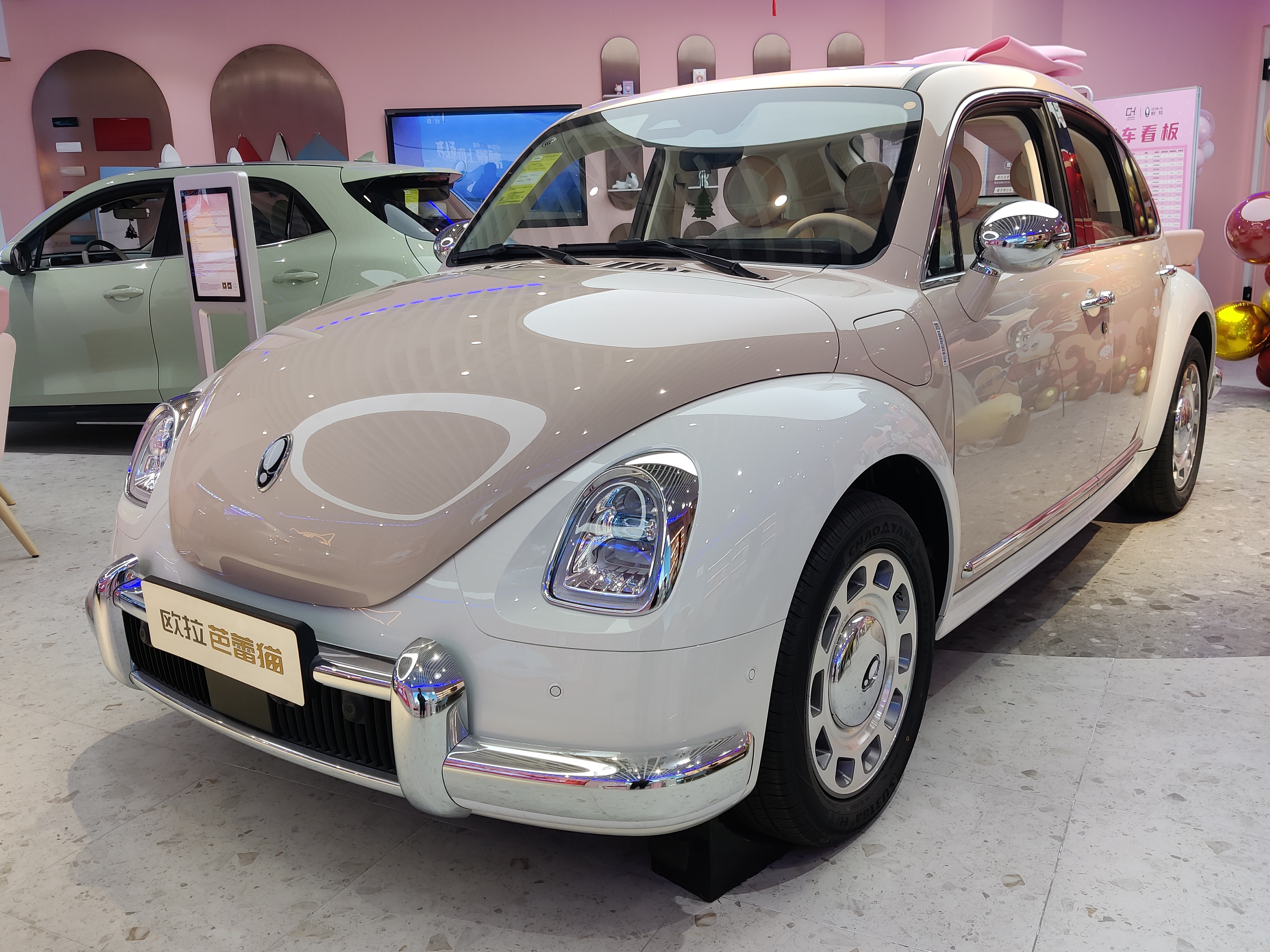
Вид спереди
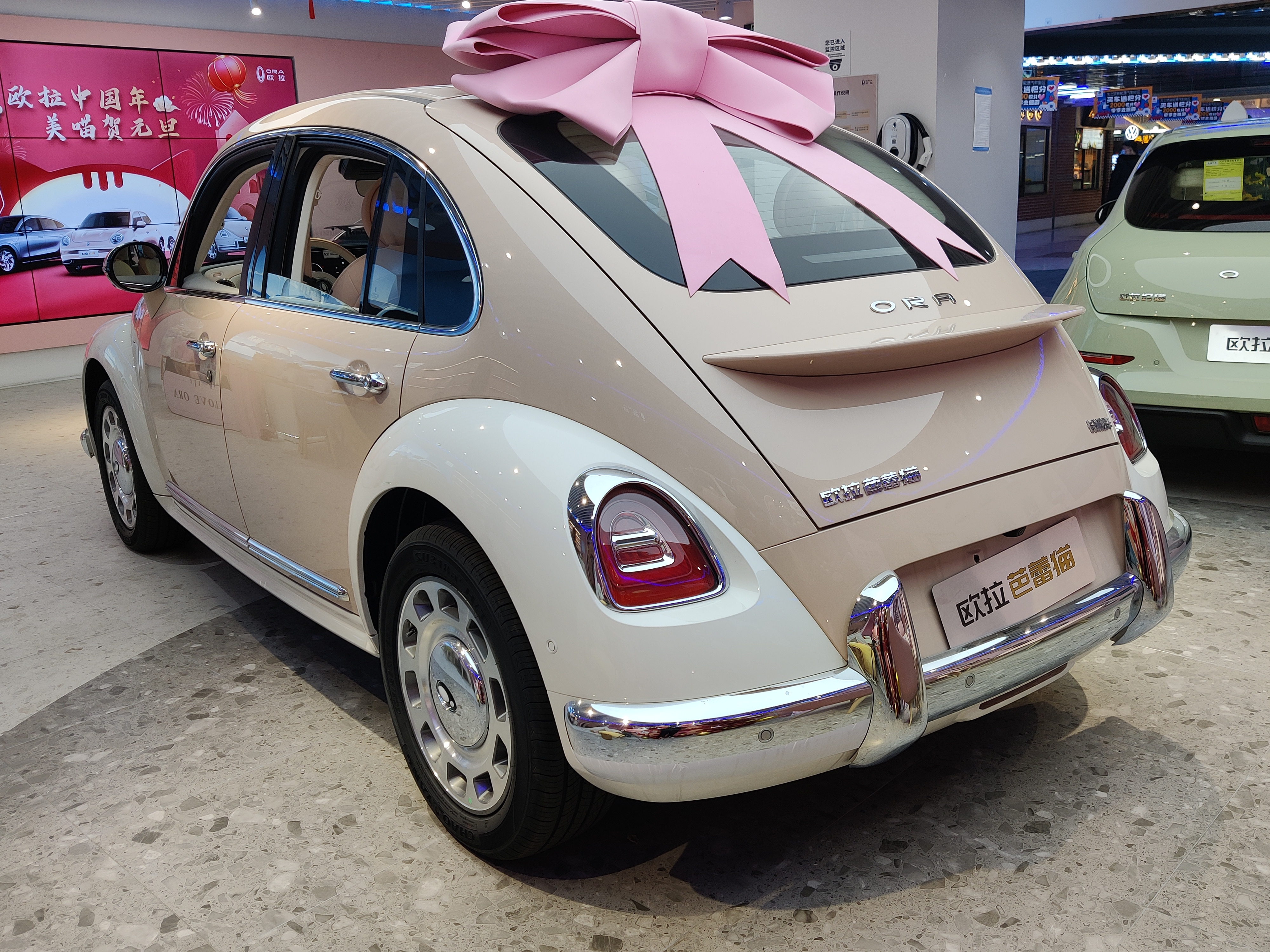
Вид сзади